# Smaragdvingad solfågel
Smaragdvingad solfågel (Aethopyga pulcherrima) är en fågel i familjen solfåglar inom ordningen tättingar.

## Utseende och läte
Smaragdvingad solfågel är en liten tätting med rätt lång och nedåtböjd näbb. Hanen är glänsande blågrön på panna, kind och skuldror. Den är vidare gul på strupe och bröst, med en orangefärgad diffus fläck. Honan är utrvattnat gul under med vitaktig strupe. Arten liknar compostelasolfågeln, men hanen har en kortare och mer rundad grön stjärt och olivgröna istället för blåfärgade vingpennor, medan honan saknar linasolfågelns grå huvud, streckade bröst och rödaktiga buk. Honen liknar även guldstrupig solfågel, men skiljer sig bland annat genom sin mörkgröna stjärt. Bland lätena hörs en ljus ramsa som och ett stigande ljust "chuit!".

## Utbredning och systematik
Fågeln förekommer i Filippinerna. Den delas in i tre underarter med följande utbreding: 
- Aethopyga pulcherrima pulcherrima – östra Visayaöarna och Mindanao med kringliggande öar
- Aethopyga pulcherrima jefferyi – bergstrakter på Luzon i norra Filippinerna
- Aethopyga pulcherrima decorosa – Bohol i sydcentrala Filippinerna

## Status
Arten har ett stort utbredningsområde och beståndet anses vara stabilt. Internationella naturvårdsunionen IUCN listar den därför som livskraftig (LC).